# Вале Бјанка (Асколи Пичено)
Вале Бјанка (итал. Valle Bianca) насеље је у Италији у округу Асколи Пичено, региону Марке.
Према процени из 2011. у насељу је живело 22 становника. Насеље се налази на надморској висини од 295 м.